# クイステッロ
クイステッロ（伊: Quistello）は、イタリア共和国ロンバルディア州マントヴァ県にある、人口約5,300人の基礎自治体（コムーネ）。

## 地理

### 位置・広がり

#### 隣接コムーネ
隣接するコムーネは以下の通り。括弧内のMOはモデナ県所属を示す。
- コンコルディア・スッラ・セッキア (MO)
- モーリア
- クインジェントレ
- サン・ベネデット・ポー
- サン・ジャコーモ・デッレ・セニャーテ
- サン・ジョヴァンニ・デル・ドッソ
- スキヴェノーリア
- ススティネンテ

### 気候分類・地震分類
気候分類では、zona E, 2388 GGに分類される。
また、イタリアの地震リスク階級 (it) では、zona 3 (sismicità bassa) に分類される。

## 行政

### 分離集落
クイステッロには、以下の分離集落（フラツィオーネ）がある。
- Nuvolato, Santa Lucia, San Rocco